# Гонг, Хилари
Хилари Гонг Чуква (англ. Hilary Gong Chukwah; 10 октября 1998, Нигерия) — нигерийский футболист, нападающий армянского клуба «Арарат-Армения».

## Карьера
Хилари является воспитанником клуба «ГБС Академи».
В начале 2017 года нападающий подписал контракт со словацким «Тренчином». В составе нового клуба Гонг дебютировал 22 апреля в игре с «Ружомбероком». 7 мая Хилари отметился первым забитым мячом.
29 июня 2017 года нигериец дебютировал в еврокубках в матче квалификационного раунда Лиги Европы против кутаисского «Торпедо». Спустя неделю, в ответной игре Хилари отметился двумя забитыми мячами.
В июле 2018 года перешёл в нидерландский «Витесс», подписав с клубом четырёхлетний контракт.
В марте 2022 года подписал контракт до конца года с норвежским клубом «Хёугесунн».